# Campionati del mondo di mezza maratona 2014
I Campionati del mondo di mezza maratona 2014 (21ª edizione) si sono svolti il giorno 29 marzo a Copenaghen, in Danimarca.

## Gara maschile

### Individuale
| Posizione | Atleta                    | Nazionalità    | Tempo                                            |    |
| --------- | ------------------------- | -------------- | ------------------------------------------------ | -- |
| Oro       | Geoffrey Kipsang Kamworor | Kenya          | 59'08"                                           |    |
| Argento   | Samuel Tsegay             | Eritrea        | 59'21"                                           |    |
| Bronzo    | Guye Adola                | Etiopia        | 59'21"                                           |    |
| 4         | Zersenay Tadese           | Eritrea        | 59:38                                            |    |
| 5         | Nguse Amlosom             | Eritrea        | 1:00:00                                          |    |
| 6         | Wilson Kiprop             | Kenya          | 1:00:01                                          |    |
| 7         | Ghirmay Ghebreslassie     | Eritrea        | 1:00:10                                          |    |
| 8         | Samsom Gebreyohannes      | Eritrea        | 1:00:13                                          |    |
| 9         | Adugna Tekele             | Etiopia        | 1:00:15                                          |    |
| 10        | Kenneth Kipkemoi          | Kenya          | 1:00:29                                          |    |
| 11        | Geofrey Kusuro            | Uganda         | 1:00:41                                          |    |
| 12        | Stephen Mokoka            | Sudafrica      | 1:00:47                                          |    |
| 13        | Elroy Gelant              | Sudafrica      | 1:01:10                                          |    |
| 14        | Bonsa Dida                | Etiopia        | 1:01:12                                          |    |
| 15        | Lusapho April             | Sudafrica      | 1:01:16                                          |    |
| 16        | Polat Kemboi Arıkan       | Turchia        | 1:01:22                                          |    |
| 17        | Ayad Lamdassem            | Spagna         | 1:01:22                                          |    |
| 18        | Masato Kikuchi            | Giappone       | 1:01:23                                          |    |
| 19        | Fikre Assefa              | Etiopia        | 1:01:30                                          |    |
| 20        | El Hassane Ben Lkhainouch | Francia        | 1:01:31                                          |    |
| 21        | Josphat Boit              | Stati Uniti    | 1:01:33                                          |    |
| 22        | Simon Cheprot             | Kenya          | 1:01:37                                          |    |
| 23        | Isaac Korir               | Bahrein        | 1:01:40                                          |    |
| 24        | Robert Kwemoi Chemosin    | Kenya          | 1:01:43                                          |    |
| 25        | Alemu Bekele              | Bahrein        | 1:01:46                                          |    |
| 26        | Daniel Rotich             | Uganda         | 1:01:56                                          |    |
| 27        | Daniele Meucci            | Italia         | 1:01:57                                          |    |
| 28        | Shogo Nakamura            | Giappone       | 1:01:57                                          |    |
| 29        | Moses Kibet               | Uganda         | 1:02:02                                          |    |
| 30        | Paul Pollock              | Irlanda        | 1:02:10                                          |    |
| 31        | James Kibocha Theuri      | Francia        | 1:02:11                                          |    |
| 32        | Wissem Hosni              | Tunisia        | 1:02:11                                          |    |
| 33        | Tyler Pennel              | Stati Uniti    | 1:02:20                                          |    |
| 34        | Abdi Hakin Ulad           | Danimarca      | 1:02:24                                          |    |
| 35        | Matt Llano                | Stati Uniti    | 1:02:25                                          |    |
| 36        | Hiroto Inoue              | Giappone       | 1:02:25                                          |    |
| 37        | José Antonio Uribe        | Messico        | 1:02:26                                          |    |
| 38        | Javier Guerra             | Spagna         | 1:02:27                                          |    |
| 39        | Shadrack Kiptoo Biwott    | Stati Uniti    | 1:02:28                                          |    |
| 40        | Mikael Ekvall             | Svezia         | 1:02:29                                          |    |
| 41        | Félicien Muhitira         | Ruanda         | 1:02:31                                          |    |
| 42        | Raouf Boubaker            | Tunisia        | 1:02:41 Miglior prestazione personale            |    |
| 43        | Bekir Karayel             | Turchia        | 1:02:48 Miglior prestazione personale            |    |
| 44        | Urige Buta                | Norvegia       | 1:02:50 Miglior prestazione personale stagionale |    |
| 45        | Simone Gariboldi          | Italia         | 1:02:51 Miglior prestazione personale            |    |
| 46        | Fernando Cabada Jr        | Stati Uniti    | 1:02:54                                          |    |
| 47        | Alexis Nizeyimana         | Ruanda         | 1:02:55 Miglior prestazione personale            |    |
| 48        | Abdullah Abdulaziz Aljoud | Arabia Saudita | 1:02:58 Record nazionale                         |    |
| 49        | Oscar Cerón               | Messico        | 1:02:58 Miglior prestazione personale            |    |
| 50        | Aweke Ayalew              | Bahrein        | 1:03:01 Miglior prestazione personale            |    |
| 51        | Bilisuma Shugi            | Bahrein        | 1:03:02 Miglior prestazione personale            |    |
| 52        | Juan Carlos Romero        | Messico        | 1:03:10                                          |    |
| 53        | Sohta Hoshi               | Giappone       | 1:03:29                                          |    |
| 54        | Abdellatif Meftah         | Francia        | 1:03:46 Miglior prestazione personale stagionale |    |
| 55        | Felix Ntirenganya         | Ruanda         | 1:03:48 Miglior prestazione personale            |    |
| 56        | Kenta Murayama            | Giappone       | 1:03:52                                          |    |
| 57        | Marius Ionescu            | Romania        | 1:03:54 Miglior prestazione personale stagionale |    |
| 58        | Isaac Ayeko               | Uganda         | 1:03:56                                          |    |
| 59        | Asbjørn Ellefsen Persen   | Norvegia       | 1:03:56 Miglior prestazione personale            |    |
| 60        | Gianmarco Buttazzo        | Italia         | 1:03:59                                          |    |
| 61        | Lars Budolfsen            | Danimarca      | 1:04:00 Miglior prestazione personale            |    |
| 62        | Jesper Faurschou          | Danimarca      | 1:04:01 Miglior prestazione personale            |    |
| 63        | Nicolae Alexandru Soare   | Romania        | 1:04:07 Miglior prestazione personale stagionale |    |
| 64        | Ben Moreau                | Regno Unito    | 1:04:09 Miglior prestazione personale stagionale |    |
| 65        | Jesús Antonio Núñez       | Spagna         | 1:04:12 Miglior prestazione personale            |    |
| 66        | Brihun Wuve               | Israele        | 1:04:37 Miglior prestazione personale            |    |
| 67        | Mehmet Çağlayan           | Turchia        | 1:04:54 Miglior prestazione personale stagionale |    |
| 68        | Ruben Iindongo            | Francia        | 1:04:59 Miglior prestazione personale stagionale |    |
| 69        | Driss El Himer            | Francia        | 1:05:00 Miglior prestazione personale stagionale |    |
| 70        | Janis Girgensons          | Lettonia       | 1:05:11                                          | PB |
| 71        | Hussein Habumugisha       | Ruanda         | 1:05:11 Miglior prestazione personale stagionale |    |
| 72        | Kári Steinn Karlsson      | Islanda        | 1:05:13                                          | NR |
| 73        | Roman Fosti               | Estonia        | 1:05:14                                          | PB |
| 74        | Øystein Sylta             | Norvegia       | 1:05:19 Miglior prestazione personale stagionale |    |
| 75        | Anuradha Cooray           | Sri Lanka      | 1:05:20                                          | NR |
| 76        | Fatih Bilgiç              | Turchia        | 1:05:26 Miglior prestazione personale stagionale |    |
| 77        | Demsew Zegeye             | Israele        | 1:05:27                                          | PB |
| 78        | Raúl Pacheco              | Perù           | 1:05:30                                          |    |
| 79        | Maksim Pankratau          | Bielorussia    | 1:05:32 Miglior prestazione personale stagionale |    |
| 80        | Zelalem Bacha             | Bahrein        | 1:05:47                                          | PB |
| 81        | Luis Alberto Orta         | Venezuela      | 1:05:47 Miglior prestazione personale stagionale |    |
| 82        | Dmytro Siruk              | Ucraina        | 1:05:57                                          | PB |
| 83        | Zohar Zimro               | Israele        | 1:06:04                                          | PB |
| 84        | César Lizano              | Costa Rica     | 1:06:07 Miglior prestazione personale stagionale |    |
| 85        | Cristhian Pacheco         | Perù           | 1:06:07                                          | PB |
| 86        | Yimharan Yosef            | Israele        | 1:06:29                                          | PB |
| 87        | Ben Ashkettle             | Nuova Zelanda  | 1:06:39 Miglior prestazione personale stagionale |    |
| 88        | Juraj Vitko               | Slovacchia     | 1:06:48                                          |    |
| 89        | Jarkko Järvenpää          | Finlandia      | 1:07:04 Miglior prestazione personale stagionale |    |
| 90        | El Akhdar Hachani         | Tunisia        | 1:08:06 Miglior prestazione personale stagionale |    |
| 91        | Yolo Nikolov              | Bulgaria       | 1:08:09                                          | PB |
| 92        | Esteban Cuestas           | Uruguay        | 1:08:12                                          | SB |
| 93        | Rui Yong Soh              | Singapore      | 1:08:19                                          | PB |
| 94        | Rafael Iglesias           | Spagna         | 1:08:29                                          |    |
| 95        | Theis Nijhuis             | Danimarca      | 1:08:38 Miglior prestazione personale stagionale |    |
| 96        | Asrat Mamo                | Israele        | 1:08:53 Miglior prestazione personale            |    |
| 97        | Mert Girmalegesse         | Turchia        | 1:09:16                                          |    |
| 98        | Arnar Pétursson           | Islanda        | 1:09:45 Miglior prestazione personale            |    |
| 99        | Andrew Grech              | Malta          | 1:10:10 Record nazionale                         |    |
| 100       | Ortik Ramazonov           | Uzbekistan     | 1:10:14 Miglior prestazione personale            |    |
| 101       | Mok Ying Ren              | Singapore      | 1:10:16 Miglior prestazione personale stagionale |    |
| 102       | Johannes Naitembu         | Namibia        | 1:10:27 Miglior prestazione personale stagionale |    |
| 103       | Arturs Bareikis           | Lettonia       | 1:11:03 Miglior prestazione personale stagionale |    |
| 104       | Khasan Gaforov            | Tagikistan     | 1:11:21                                          |    |
| 105       | Marcel Tschopp            | Liechtenstein  | 1:11:25 Miglior prestazione personale stagionale |    |
| 106       | Kokan Ajanovski           | Macedonia      | 1:12:01 Record nazionale                         |    |
| 107       | Ilir Kellezi              | Albania        | 1:15:00 Miglior prestazione personale stagionale |    |
| 108       | Chan Kit Chan             | Macao          | 1:19:24 Miglior prestazione personale stagionale |    |
| 109       | Chang Chia-Che            | Taipei cinese  | 1:54:51 Miglior prestazione personale stagionale |    |
| —         | Ingvar Hjartarson         | Islanda        | DNF                                              |    |
| —         | Ilja Nikolajev            | Estonia        | DNF                                              |    |
| —         | Henrik Them               | Danimarca      | DNF                                              |    |
| —         | Tebalu Zawude             | Etiopia        | DNF                                              |    |

### A squadre
| Posizione | Atleta      | Nazionalità                                                      | Tempo   |
| --------- | ----------- | ---------------------------------------------------------------- | ------- |
| Oro       | Eritrea     | Samuel Tsegay Zersenay Tadese Nguse Amlosom                      | 2:58:59 |
| Argento   | Kenya       | Geoffrey Kipsang Kamworor Wilson Kiprop Kenneth Kiprop Kipkemoi  | 2:59:38 |
| Bronzo    | Etiopia     | Guye Adola Adugna Tekele Bonsa Dida                              | 3:00:48 |
| 4         | Sudafrica   | Stephen Mokoka Elroy Gelant Lusapho April                        | 3:03:13 |
| 5         | Uganda      | Geofrey Kusuro Daniel Rotich Moses Kibet                         | 3:04:39 |
| 6         | Giappone    | Masato Kikuchi Shogo Nakamura Hiroto Inoue                       | 3:05:45 |
| 7         | Stati Uniti | Josphat Boit Tyler Pennel Matt Llano                             | 3:06:18 |
| 8         | Bahrein     | Isaac Korir Alemu Bekele Aweke Ayalew                            | 3:06:27 |
| 9         | Francia     | El Hassane Ben Lkhainouch James Kibocha Theuri Abdellatif Meftah | 3:07:28 |
| 10        | Spagna      | Ayad Lamdassem Javier Guerra Jesús Antonio Núñez                 | 3:08:01 |
| 11        | Messico     | José Antonio Uribe Oscar Cerón Juan Carlos Romero                | 3:08:34 |
| 12        | Italia      | Daniele Meucci Simone Gariboldi Gianmarco Buttazzo               | 3:08:47 |
| 13        | Turchia     | Polat Kemboi Arıkan Bekir Karayel Mehmet Çağlayan                | 3:09:04 |
| 14        | Ruanda      | Félicien Muhitira Alexis Nizeyimana Felix Ntirenganya            | 3:09:14 |
| 15        | Danimarca   | Abdi Hakin Ulad Lars Budolfsen Jesper Faurschou                  | 3:10:25 |
| 16        | Norvegia    | Urige Buta Asbjørn Ellefsen Persen Øystein Sylta                 | 3:12:05 |
| 17        | Tunisia     | Wissem Hosni Raouf Boubaker El Akhdar Hachani                    | 3:12:58 |
| 18        | Israele     | Brihun Wuve Demsew Zegeye Zohar Zimro                            | 3:16:08 |

## Gara femminile

### Individuale
| Posizione | Atleta                    | Nazionalità       | Tempo   |    |
| --------- | ------------------------- | ----------------- | ------- | -- |
| Oro       | Gladys Cherono            | Kenya             | 1:07:29 | SB |
| Argento   | Mary Wacera Ngugi         | Kenya             | 1:07:44 | PB |
| Bronzo    | Selly Chepyego Kaptich    | Kenya             | 1:07:52 | PB |
| 4         | Lucy Wangui Kabuu         | Kenya             | 1:08:37 | SB |
| 5         | Mercy Jerotich Kibarus    | Kenya             | 1:08:42 | SB |
| 6         | Netsanet Gudeta           | Etiopia           | 1:08:46 | PB |
| 7         | Christelle Daunay         | Francia           | 1:08:48 | SB |
| 8         | Valeria Straneo           | Italia            | 1:08:55 | SB |
| 9         | Tsehay Desalegn           | Etiopia           | 1:09:04 | PB |
| 10        | Genet Yalew               | Etiopia           | 1:09:15 | PB |
| 11        | Krisztina Papp            | Ungheria          | 1:10:08 |    |
| 12        | Mame Feyisa               | Etiopia           | 1:10:08 | PB |
| 13        | Annie Bersagel            | Stati Uniti       | 1:10:10 | PB |
| 14        | Lauren Kleppin            | Stati Uniti       | 1:10:16 | PB |
| 15        | Sayo Nomura               | Giappone          | 1:10:18 | SB |
| 16        | Hirut Alemayehu           | Etiopia           | 1:10:25 | PB |
| 17        | Risa Takenaka             | Giappone          | 1:10:30 |    |
| 18        | Alyson Dixon              | Regno Unito       | 1:10:38 | PB |
| 19        | Reia Iwade                | Giappone          | 1:10:45 | SB |
| 20        | Karoline Bjerkeli Grøvdal | Norvegia          | 1:10:53 | SB |
| 21        | Alessandra Aguilar        | Spagna            | 1:10:56 | PB |
| 22        | Veronica Inglese          | Italia            | 1:10:57 | PB |
| 23        | Lisa Christina Stublić    | Croazia           | 1:11:09 |    |
| 24        | Chieko Kido               | Giappone          | 1:11:17 |    |
| 25        | Souad Aït Salem           | Algeria           | 1:11:23 |    |
| 26        | Gladys Tejeda             | Perù              | 1:11:24 | NR |
| 27        | René Kalmer               | Sudafrica         | 1:11:53 | SB |
| 28        | Jia Chaofeng              | Cina              | 1:11:59 |    |
| 29        | Nadia Ejjafini            | Italia            | 1:12:05 | SB |
| 30        | Alexandra Louison         | Francia           | 1:12:06 | PB |
| 31        | Letekidan Gebreaman       | Eritrea           | 1:12:13 | PB |
| 32        | Isabellah Andersson       | Svezia            | 1:12:16 | SB |
| 33        | He Yinli                  | Cina              | 1:12:18 |    |
| 34        | Clara Santucci            | Stati Uniti       | 1:12:22 | PB |
| 35        | Barkahoum Drici           | Algeria           | 1:12:34 |    |
| 36        | Mattie Suver              | Stati Uniti       | 1:12:42 | SB |
| 37        | Luula Berhane             | Eritrea           | 1:12:45 | PB |
| 38        | Fatna Maraoui             | Italia            | 1:12:50 | SB |
| 39        | Jessica Draskau-Petersson | Danimarca         | 1:12:52 | PB |
| 40        | Susan Partridge           | Regno Unito       | 1:13:16 |    |
| 41        | Verónica Pérez            | Spagna            | 1:13:26 | PB |
| 42        | Zhang Yingying            | Cina              | 1:13:26 |    |
| 43        | Linet Chebet              | Uganda            | 1:13:28 | PB |
| 44        | Wendy Thomas              | Stati Uniti       | 1:14:07 |    |
| 45        | Leila Luik                | Estonia           | 1:14:18 | SB |
| 46        | Liina Luik                | Estonia           | 1:14:18 | PB |
| 47        | Jenna Leigh Challenor     | Sudafrica         | 1:14:20 | PB |
| 48        | Rina Yamazaki             | Giappone          | 1:14:20 |    |
| 49        | Veronika Brennhovd Blom   | Norvegia          | 1:14:22 | PB |
| 50        | Zhang Meixia              | Cina              | 1:14:24 |    |
| 51        | Lena Eliasson             | Svezia            | 1:14:28 | PB |
| 52        | Lavinia Haitope           | Namibia           | 1:14:42 | PB |
| 54        | Soumaya Boussaïd          | Tunisia           | 1:15:12 | NR |
| 55        | Corinne Herbreteau        | Francia           | 1:15:27 |    |
| 56        | Yue Chao                  | Cina              | 1:15:53 |    |
| 57        | Rocío Cántara             | Perù              | 1:15:54 | PB |
| 58        | Elvan Abeylegesse         | Turchia           | 1:15:58 | SB |
| 59        | Louise Langelund Batting  | Danimarca         | 1:16:18 | PB |
| 60        | Nicolasa Condori          | Perù              | 1:16:35 | SB |
| 61        | Luminita Georgiana Achim  | Romania           | 1:16:45 | PB |
| 62        | Bahar Doğan               | Turchia           | 1:17:00 |    |
| 63        | Nebiat Habtemariam        | Eritrea           | 1:17:00 | SB |
| 64        | Volha Krautsova           | Bielorussia       | 1:17:05 | SB |
| 65        | Anne Holm Baumeister      | Danimarca         | 1:17:06 | SB |
| 66        | Cornelia Joubert          | Sudafrica         | 1:17:10 | SB |
| 67        | Simone Christensen Glad   | Danimarca         | 1:17:11 | PB |
| 68        | Marthe Katrine Myhre      | Norvegia          | 1:17:28 |    |
| 69        | Aline Camboulives         | Francia           | 1:17:46 | SB |
| 70        | Liliana Maria Danci       | Romania           | 1:18:03 | SB |
| 71        | Tonya Nero                | Trinidad e Tobago | 1:18:26 | SB |
| 72        | Annemette Aagaard         | Danimarca         | 1:18:48 | SB |
| 73        | Nilay Esen                | Turchia           | 1:19:08 |    |
| 74        | Claudia Paula Todoran     | Romania           | 1:19:10 |    |
| 75        | Gabriela Traña            | Costa Rica        | 1:19:25 | SB |
| 76        | Arndi Háfdórsdóttir       | Islanda           | 1:20:02 | PB |
| 77        | Yiu Kit Ching             | Hong Kong         | 1:20:28 | PB |
| 78        | Kateryna Karmanenko       | Ucraina           | 1:20:53 | SB |
| 79        | Elena Moaga               | Romania           | 1:22:45 | SB |
| 80        | Giselle Camilleri         | Malta             | 1:23:41 |    |
| 81        | Irina Moroz               | Uzbekistan        | 1:23:46 | PB |
| 82        | Martha Ernstsdóttir       | Islanda           | 1:24:24 | SB |
| 83        | Sandrine Kengue           | Gabon             | 1:24:37 | SB |
| 84        | Helen Olafsdóttir         | Islanda           | 1:24:41 | SB |
| 85        | Carlie Pipe               | Barbados          | 1:32:58 | NR |
| 86        | Kathrin Gassner           | Liechtenstein     | 1:36:13 | PB |
| 87        | Pou I Chan                | Macao             | 1:36:35 | PB |
| 88        | Shamha Ahmed              | Maldive           | 1:42:04 | NR |
| —         | Vesna Kiradzieva          | Macedonia         | DNF     |    |
| —         | Nicola Duncan             | Irlanda           | DNS     |    |

### A squadre
| Posizione | Atleta      | Nazionalità                                                             | Tempo   |
| --------- | ----------- | ----------------------------------------------------------------------- | ------- |
| Oro       | Kenya       | Gladys Cherono Mary Wacera Ngugi Selly Chepyego Kaptich                 | 3:23:05 |
| Argento   | Etiopia     | Netsanet Gudeta Tsehay Desalegn Genet Yalew                             | 3:27:05 |
| Bronzo    | Giappone    | Sayo Nomura Risa Takenaka Reia Iwade                                    | 3:31:33 |
| 4         | Italia      | Valeria Straneo Veronica Inglese Nadia Ejjafini                         | 3:31:57 |
| 5         | Stati Uniti | Annie Bersagel Lauren Kleppin Clara Santucci                            | 3:32:48 |
| 6         | Francia     | Christelle Daunay Alexandra Louison Corinne Herbreteau                  | 3:36:21 |
| 7         | Cina        | Jia Chaofeng He Yinli Zhang Yingying                                    | 3:37:43 |
| 8         | Eritrea     | Letekidan Gebreaman Luula Berhane Nebiat Habtemariam                    | 3:41:58 |
| 9         | Norvegia    | Karoline Bjerkeli Grøvdal Veronika Brennhovd Blom Marthe Katrine Myhre  | 3:42:43 |
| 10        | Sudafrica   | René Kalmer Jenna Leigh Challenor Cornelia Joubert                      | 3:43:23 |
| 11        | Perù        | Gladys Tejeda Rocío Cántara Nicolasa Condori                            | 3:43:53 |
| 12        | Danimarca   | Jessica Draskau-Petersson Louise Langelund Batting Anne Holm Baumeister | 3:46:16 |
| 13        | Turchia     | Elvan Abeylegesse Bahar Doğan Nilay Esen                                | 3:52:06 |
| 14        | Romania     | Luminita Georgiana Achim Liliana Maria Danci Claudia Paula Todoran      | 3:53:58 |
| 15        | Islanda     | Arndi Háfdórsdóttir Martha Ernstsdóttir Helen Olafsdóttir               | 4:09:07 |